# کارلیایی‌ها

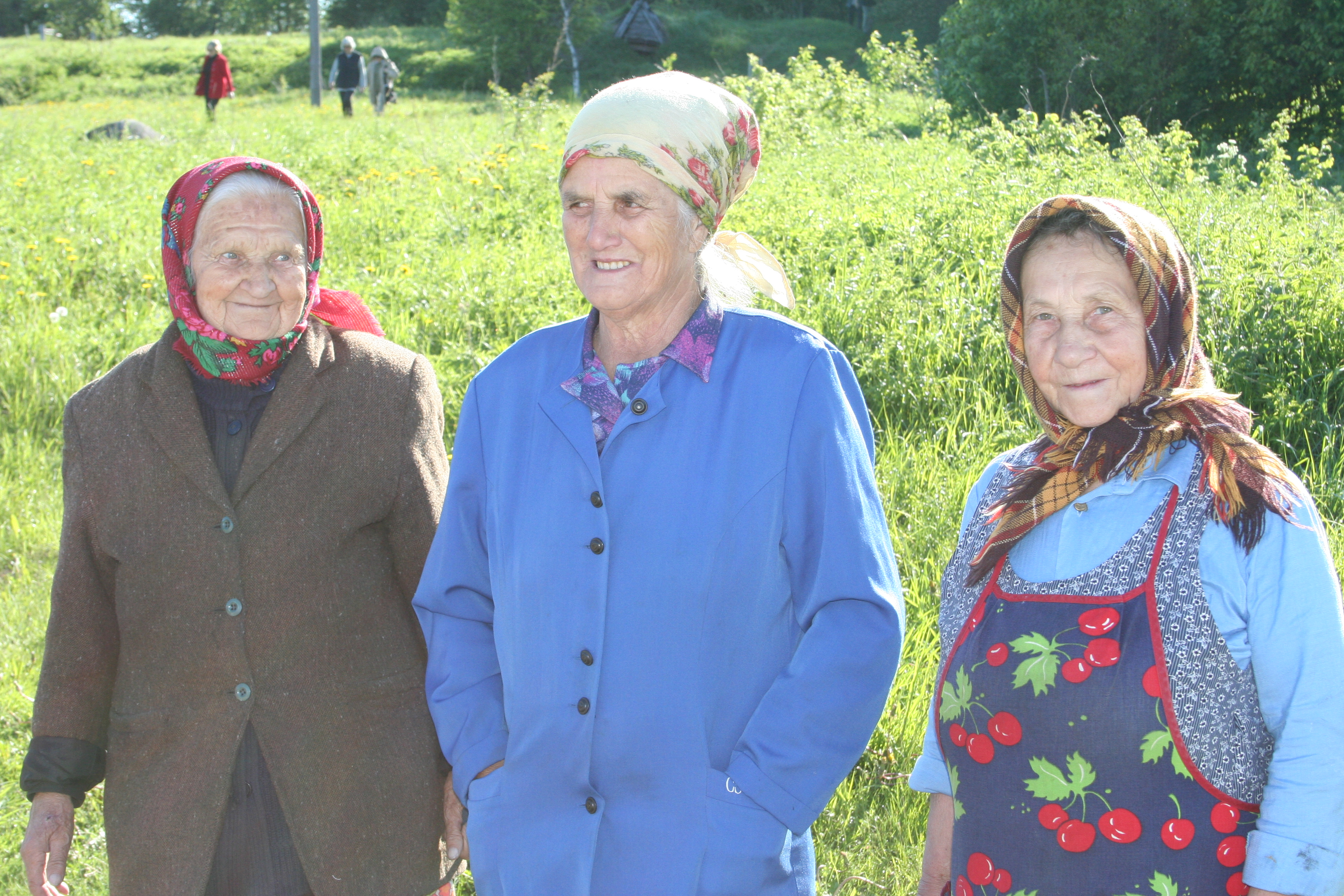
چند پیرزن کارلیایی

کارلیایی‌ها (کارلیایی: karjalaižet, karjalazet, karjalaiset، فنلاندی: karjalaiset، سوئدی: kareler, karelare، روسی: Карелы) یک گروه قومی بومی شمال اروپا و منطقه تاریخی کارلیا هستند که امروزه میان فنلاند و روسیه تقسیم شده‌است. کارلیایی‌هایی که در کارلیای روسیه زندگی می‌کنند یک گروه قومی متمایز به‌شمار می‌روند که با کارلیایی‌های فنلاندی که زیرمجموعه فنلاندی‌ها هستند، مرتبطتند. این تمایز در طول تاریخ از آنجا بود که سوئد و ولیکی نووگورود بر سر کارلیا درگیر شدند و این سرزمین سرانجام بین آن‌ها تقسیم شده‌است و در نتیجه کارلیایی‌ها تحت حوزه‌های مختلف فرهنگی قرار گرفتند.
بیشتر کارلیایی‌ها در روسیه در جمهوری کارلیا می‌زیند و در آنجا و در سایر مناطق مجاور شمال غربی کشور گروه قومی معینی هستند. زبان آن‌ها به‌طور سنتی زبان کارلیایی بوده و پیرو کلیسای ارتدکس شرقی هستند. درون‌بوم‌های کارلیایی قابل توجهی در ابلاست‌های تور و نووگورود یافت می‌شود که در نتیجه مهاجرت‌های کارلیایی‌ها پس از جنگ ۱۶۵۸-۱۶۵۶ روسیه و فنلاند پدید آمده‌اند.
بیشتر کارلیایی‌ها در فنلاند در منطقه‌های کارلیای شمالی و جنوبی زندگی می‌کنند. از آنجا که فنلاند در جنگ جهانی دوم وادار شد بخش‌هایی از کارلیا را به اتحاد جماهیر شوروی واگذار کند، کارلیایی‌های فنلاندی مناطق تخلیه‌شده نیز در سایر نقاط فنلاند ساکن شدند. آن‌ها به‌طور سنتی به کارلیایی صحبت می‌کنند. با این حال به دلیل اینکه تا همین اواخر دولت فنلاند کارلیایی را به عنوان زبانی مجزا به رسمیت نمی‌شناخت، بیشتر کارلیایی‌ها چاره‌ای جز یادگیری فنلاندی نداشتند و اکنون بیشتر به گویش کارلیایی فنلاندی سخن می‌کنند.

## زبان
زبان کارلیایی بسیار با زبان فنلاندی مرتبط است. این زبان دارای سه گویش است:
- کارلیایی شمالی
- کارلیایی جنوبی
  - کارلیایی تور
- کارلیایی اولونتس یا لیووی

## دین
بیشتر کارلیایی‌های روسیه پیور کلیسای ارتدکس شرقی آیین مسیحیت هستند. در برابر بیشتر کارلیایی‌های فنلاند از شاخه لوتریانیسم مسیحیت پیروی می‌کنند. شمن‌باوری نیز هنوز هم در میان برخی از کارلیایی‌ها رایج است. کارلیایی‌های ارتدکس بسیاری از باورهای عامیانه خویش را در مسیحیت گنجانده‌اند. داستان‌های محلی کارلیایی، همراه با برخی از داستان‌های فنلاندی، کالوالا را شکل داده‌اند.